# روجر هيلمر
روجر هيلمر (بالإنجليزية: Roger Helmer)‏ (و. 1944  م) هو سياسي بريطاني، ولد في لندن، هو عضوٌ في حزب استقلال المملكة المتحدة.

## مناصب
تولى منصب عضو في البرلمان الأوروبي (1 يوليو 2014–31 يوليو 2017)
- عضو في البرلمان الأوروبي (14 يوليو 2009–30 يونيو 2014)
- عضو في البرلمان الأوروبي (20 يوليو 2004–14 يوليو 2009)
- عضو في البرلمان الأوروبي (20 يوليو 1999–19 يوليو 2004).

## التعليم
تعلم في كلية تشرشل.